# محمد زامري تشين
محمد زامري تشين (بالملايوية: Muhamad Zamri Chin)‏ هو لاعب كرة قدم ماليزي في مركز الهجوم، ولد في 22 مايو 1985 في Pendang District ‏ في ماليزيا. لعب مع فيلدا يونايتد ونادي جوهر دار التعظيم.